# Закржевский, Дмитрий Владимирович
Дми́трий Влади́мирович Закрже́вский (20 октября 1864 — после 1917) — русский общественный деятель и политик, член IV Государственной думы от Херсонской губернии.

## Биография
Православный. Из потомственных дворян Екатеринославской губернии. Землевладелец (2500 десятин), домовладелец города Александрии.
Окончил Полтавскую военную гимназию (1883) и Санкт-Петербургский лесной институт (1891).
По окончании института посвятил себя сельскому хозяйству и общественной деятельности. С 1896 года избирался гласным Верхнеднепровского уездного земского собрания и почетным мировым судьей по Верхнеднепровскому уезду. Кроме того, одно трехлетие был Верхнеднепровским уездным предводителем дворянства (1908—1911).
После 1905 года переехал в Александрию Херсонской губернии, где в 1907 году был избран гласным уездного и губернского земских собраний, членом землеустроительной комиссии и почетным мировым судьей по Александрийскому уезду, а в 1912 году — и гласным Александрийской городской думы. С 1909 года в своем имении под Александрией возобновил хозяйство, устроил молочную ферму, племенное птицеводство и другие опытно-показательные отрасли.
На выборах в IV Государственную думу состоял выборщиком по Александрийскому уезду от съезда землевладельцев. 23 сентября 1913 года на дополнительных выборах от общего состава выборщиков Херсонского губернского избирательного собрания был избран на место С. Г. Пищевича. Входил во фракцию центра, был членом Прогрессивного блока. Состоял членом комиссий: по запросам, по городским делам, по местному самоуправлению, по направлению законодательных предложений, по военным и морским делам, по судебным реформам.
В дни Февральской революции был в Петрограде. В конце марта 1917 года обратился с воззванием к жителям Александрийского уезда, в котором утверждал, что Государственная дума при поддержке рабочих и армии свергла «ставшее всем ненавистным правительство», призывал сохранять спокойствие и порядок до созыва Учредительного собрания. По возвращении в Александрийский уезд возглавил местное отделение Союза земельных собственников.
Судьба после 1917 года неизвестна. Был женат, имел троих детей.